# 2014 FZ71
2014 FZ71 est un transneptunien de magnitude absolue 6,9 dont l'orbite n'est pas suffisamment déterminée pour savoir s'il est  en résonance 4:1 avec Neptune ou un objet détaché. 
L'objet compte parmi les objets connus ayant l'un des aphélies les plus élevés.